# Verkehrslandeplatz Bayreuth

i7
i11
i13
Der Verkehrslandeplatz Bayreuth (Eigenbezeichnung Airport Bayreuth, IATA-Code: BYU, ICAO-Code: EDQD) ist der Flugplatz der oberfränkischen Hauptstadt Bayreuth.

## Ausstattung und Verwendung
Der Flugplatz weist vier parallele Landebahnen auf, von diesen ist eine asphaltiert, die restlichen sind als Segelflugbahnen auf Gras angelegt. Bei einer Pistenlänge der asphaltierten Landebahn von 1.034 m (inklusive Sicherheitsstreifen 1207 m) können auf ihr Flugzeuge bis max. 5,7 t Abfluggewicht (10 t PPR) starten und landen. In Ausnahmefällen kann das Luftamt Nordbayern Flugzeugen bis 20 t auf Antrag die Genehmigung erteilen.
Flugplatzanlagen mit vier Parallelbahnen sind selten und sonst fast nur bei den größten Flughäfen der Welt zu finden. In Bayreuth wird diese Kapazität vorwiegend bei Segelflug-Wettbewerben und Sommerlagern von auswärtigen Segelfluggruppen benötigt. Da das normale Bezeichnungssystem auf maximal drei parallele Bahnen ausgelegt ist, werden die Grasbahnen im Funkverkehr mit 24 S1 (sprich: „zwo-vier, Sierra eins“), 24 S2, 24 S3 bzw. 06 S1 usw. bezeichnet, die Asphaltbahn heißt nur „24“ bzw. „06“ ohne Zusätze.
Navigationshilfen im Sichtanflug sind Blitzer, Landebahn- und Gleitwinkelbefeuerung (PAPI), unter Instrumentflugbedingungen noch zusätzlich RNAV und seit September 2024 auch RNP per Satellitennavigation und Anflugbefeuerung. 
Der wesentliche Unterschied zur „Area Navigation“ (RNAV) besteht darin, dass bei RNP die Genauigkeit der Positionsbestimmung laufend überwacht wird. Dies geschieht durch das sogenannte „Receiver Autonomous Integrity Monitoring“ (RAIM). Dadurch erfolgt innerhalb von sechs Sekunden eine Benachrichtigung des GPS Nutzers, sollte die tatsächliche Genauigkeit der Positionsbestimmung unter den vom jeweiligen Verfahren (RNP 2, RNP 1 etc.) vorgeschriebenen Schwellenwert fallen. Im Normalfall würde dies bei RNAV erst nach drei Stunden erfolgen!
Zur Aufrechterhaltung des für die Geschäftsfliegerei so wichtigen Instrumentenflugbetriebes wurde Anfang Mai 2023 eine zertifizierte Wetterstation mit einer ATIS (automatische Wetteransage) in Betrieb genommen, die vom Deutschen Wetterdienst fachaufsichtlich betreut wird. 
Da es sich um einen unkontrollierten Flugplatz handelt, ist der Luftraum um den Flugplatz als Luftraumklasse G mit Radio Mandatory Zone geregelt. Verschiedene Hangars, Betankung mit AvGas 100 LL bzw. Kerosin Jet A-1 und eine Flughafenfeuerwehr stehen zur Verfügung.
Seit dem 7. Februar 2017 ist die Stadt Bayreuth vom Bundesaufsichtsamt für Flugsicherung mit Zeugnis Nr. 310 als Flugsicherheitsorganisation zur Erbringung von Flugplatz-Fluginformationsdienst (AFIS) anerkannt worden. Sie überwacht damit als zertifizierter Diensteanbieter den stattfindenden Flugverkehr.
Der Landeplatz dient insbesondere der Geschäftsfliegerei, aber auch der sonstigen allgemeinen Luftfahrt wie z. B. dem Luftsport, u. a. als Leistungsstützpunkt des Luftsportverbandes Bayern für den Segelflug. Charterflugzeuge mittlerer Größe können individuell gebucht werden, Direktflüge in den europäischen Raum sind somit jederzeit möglich.
Durch die Nähe zu den Flughäfen Nürnberg (etwa 90 Kilometer südlich) und Leipzig/Halle (etwa 190 Kilometer nordöstlich) besteht für den Einsatz von größeren Flugzeugen im Linienverkehr aber kein dringend notwendiger Bedarf.
Der Flugplatz gehört vollständig der Stadt Bayreuth, ihr entstehen durch seinen Betrieb im Durchschnitt jährliche Kosten i. H. v. rund 350.000 Euro.

## Lage und Verkehrsanbindung
Der Flugplatz liegt fünf Kilometer nordöstlich der Bayreuther Stadtgrenze auf einem Hochplateau am Bindlacher Berg auf dem Gebiet der Gemeinden Bindlach und Goldkronach.
In der Nähe des Flugplatzes befindet sich das Autobahndreieck Bayreuth/Kulmbach zwischen den Bundesautobahnen 9 und 70, der Verkehrslandeplatz ist über die Anschlussstelle Bindlacher Berg an das Autobahndreieck angebunden. Busse der VGN-Linien 329 und 330 halten direkt an der Zufahrt zum Verkehrslandeplatz und verbinden ihn so mit der Stadt Bayreuth sowie mit den angrenzen Gemeinden.

## Geschichte

### Anfänge der zivilen Fliegerei in Bayreuth
Im April 1923 flog der damals 16-jährige Hans Härtl erstmals mit einem selbstgebauten Hängegleiter. Er startete mit dem nach Plänen des Bayreuther Gärtnersohns Wolfgang Vogel konstruierten Fluggerät in der Nähe des heutigen Krankenhauses am Hang der Hohen Warte und eröffnete damit das Segelflugzeitalter in seiner Heimatstadt. In jener Zeit war als Folge des Friedensvertrags von Versailles die Motorfliegerei in Deutschland weitgehend unterbunden.
Vorgänger des heutigen Flugplatzes war der Flugplatz Laineck, der im Tal unterhalb des Oschenbergs an der Bindlacher Allee lag. Am 2. August 1925 wurde er mit einem Flugtag eingeweiht, und Oberbürgermeister Albert Preu übergab die Flughalle ihrer Bestimmung. Für 15 Mark wurden Besuchern erste Rundflüge von 15 Minuten Dauer angeboten. Der Verein Flughafen und Luftverkehr Bayreuth gründete bald darauf eine Jugendabteilung, deren junge Mitglieder mit bemerkenswertem Geschick ihre zum Teil abenteuerlich anmutenden Fluggeräte selbst zusammenbauten. Sie starteten von den nahen Hängen der Hohen Warte, des Bindlacher Bergs und des Oschenbergs. Bereits 1928 wurde der Öffentlichkeit eine Segelflugausstellung präsentiert.
Die 1930 bereits als „Flughafen“ bezeichnete Anlage weckte Hoffnungen, die Verkehrsanbindung der Stadt abseits der Haupt-Eisenbahnstrecken zu verbessern. Im ersten Jahr wurden 119 ankommende und 82 abgehende „Luftfahrgäste“ gezählt. Am 5. Juli 1927 wurde eine erste Luftpostlinie zwischen Bayreuth und Hof eingerichtet. Mit der Fluglinie A konnte man 1928, mit Zwischenlandungen in Hof, Plauen und Zwickau, in 2:35 Stunden Leipzig erreichen. Mit der Einrichtung einer Zwischenlandemöglichkeit in der Festspielzeit auf der Strecke Berlin–München durch die Lufthansa erfuhr der Flugplatz zusätzliche Bedeutung.
Seit 1929 beherbergte er die kleine Messerschmitt-Sportmaschine der Bayreuther Fliegerin Lisl Schwab, die als Fallschirmspringerin nationale Berühmtheit erlangte. Bereits Anfang der 1930er Jahre warb Schwab auf den Tragflächen ihres Flugzeugs für nationalsozialistische-Publikationen. Zur fliegenden Bayreuther Prominenz gehörte auch der NS-Gauleiter und bayerische Kultusminister Hans Schemm, der 1935 dort beim Start tödlich verunglückte. Adolf Hitler landete als Festspielgast mit seinem persönlichen Piloten Hans Baur in einer Junkers Ju 52, die während seiner Aufenthalte dort auf ihn wartete. Der Flugplatz, der als Zivilflugplatz ausgewiesen war und auch von Segelfliegern genutzt wurde, wurde auch von Militärmaschinen angeflogen.
Mit dem Zweiten Weltkrieg endete die kurze Geschichte des Lainecker Flugplatzes. Das Gelände wurde zunächst für den Aufbau eines Flüchtlingslagers und später von der Bundeswehr (Markgrafenkaserne) genutzt. Die Flughalle wurde Anfang der 1960er-Jahre abgerissen.
Auf dem Bindlacher Berg, dem Standort des heutigen Verkehrslandeplatzes, wurde währenddessen bereits 1930 erstmals ein Segelflug-Wettbewerb abgehalten.

### Fliegerhorst
Die deutsche Luftwaffe legte in den Jahren 1936–38 einen Fliegerhorst auf dem Bindlacher Berg an, der zum größten Militärflugplatz in Oberfranken wurde. Ab Mai 1939 war dort das Zerstörergeschwader I./ZG 52 stationiert. Hitler, der keine Stationierung von Kampfeinheiten in Bayreuth wünschte, ließ die Einheit im August desselben Jahres nach Biblis verlegen. Ab dem 4. September 1939 wurde der Fliegerhorst von Flugzeugführerschulen und fliegertechnischen Schulen genutzt. Es konnten 1500 Bordmechaniker an allen gängigen Flugzeugmustern der Luftwaffe ausgebildet werden, das Lehrpersonal bestand aus 350 Unteroffizieren und Feldwebeln. Alle Flugzeugtypen bis hin zur sechsmotorigen Me 323 „Gigant“ und der Doppelrumpfmaschine Heinkel He 111 Z waren vertreten.
Von der Instandsetzungskompanie 6 wurden Flugzeugreparaturen durchgeführt, zudem gab es eine Ausbildungsstätte für Flugzeugbauer im Metallflugzeugbau. Ab dem 14. Februar 1944 wurden verschiedene Nahaufklärungsgruppen stationiert, am 5. April 1945 die Nachtschlachtgruppe 2 von Erfurt-Bindersleben mit ihren fünf verbliebenen Sturzkampfbombern Ju 87 auf den Bindlacher Berg verlegt.
Im Jahr 1945 umfasste der Fliegerhorst sechs Hallen. Sie lagen nördlich der sie verbindenden Rollbahn, deren Verlauf jetzt die Goldkronacher Straße folgt. Die Flugzeuge starteten und landeten, anders als heute, in Nordwest-Südost-Richtung auf einer südlich davor liegenden Grasfläche.
Am 11. April 1945 wurde der Fliegerhorst bei einem Bombenangriff teilweise in Brand geschossen, dort stationierte Flugzeuge wurden zerstört. Vier Tage später wurde der Flugplatz durch die US Army besetzt, die ihn als Advanced Landing Ground ALG R-26 bezeichnete und die dort die bis 1992 genutzte Kaserne Christensen Barracks errichtete. Die zur Amberger Ponds Barracks gehörende Kaserne umfasste eine nördlich des heutigen Verkehrslandeplatzes gelegene Start- und Landebahn, die als Bayreuth AAF (Army Airfield) betrieben wurde.

### Verkehrslandeplatz Bayreuth
In den 1950er Jahren wurde die Luftsportgemeinschaft Bayreuth e. V. gegründet und erhielt die Genehmigung, einen Sonderlandeplatz am Bindlacher Berg auf angepachteten Flächen im südöstlichen Teil des US-Militärgeländes zu betreiben.

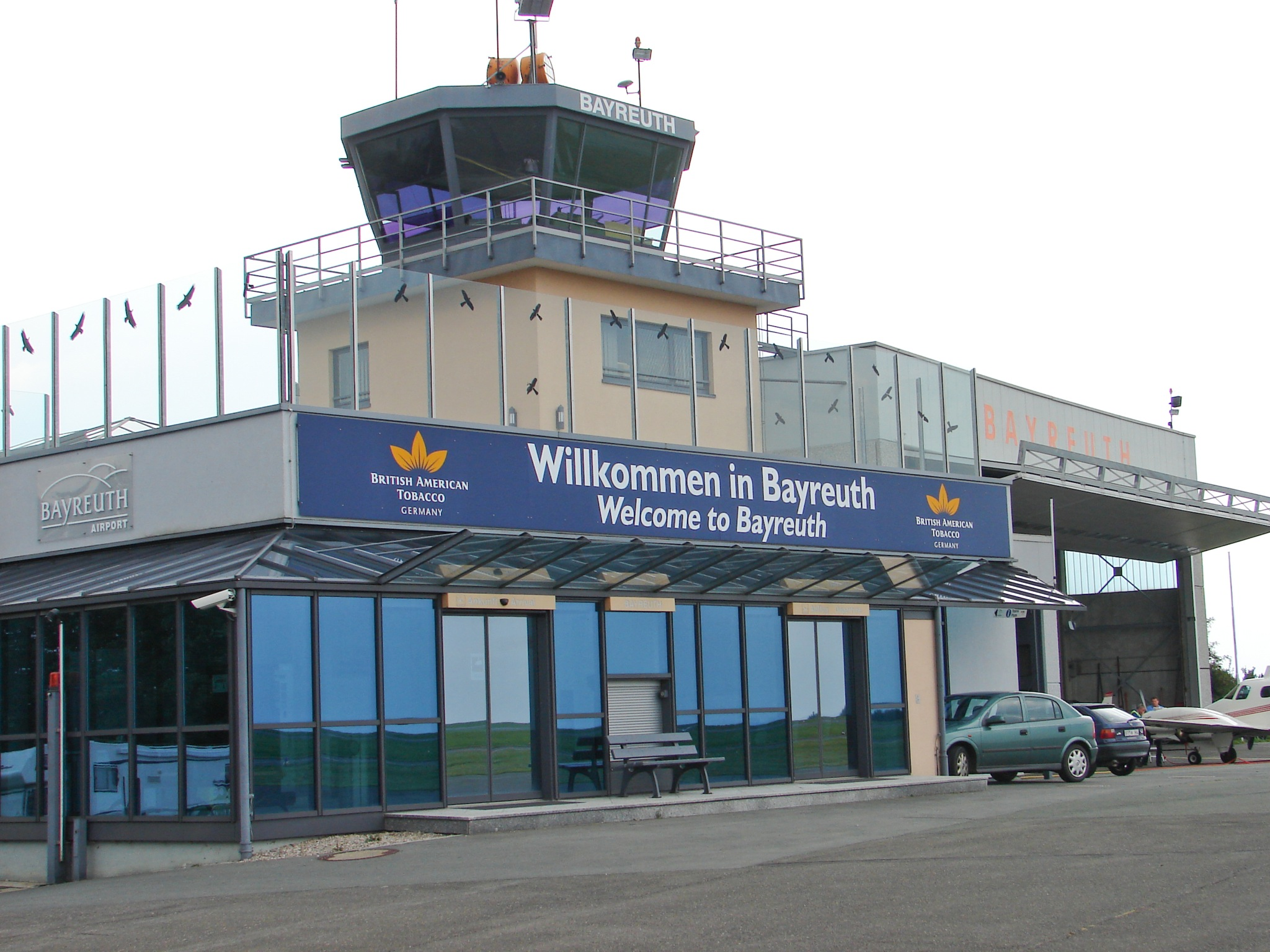
Terminal und Tower

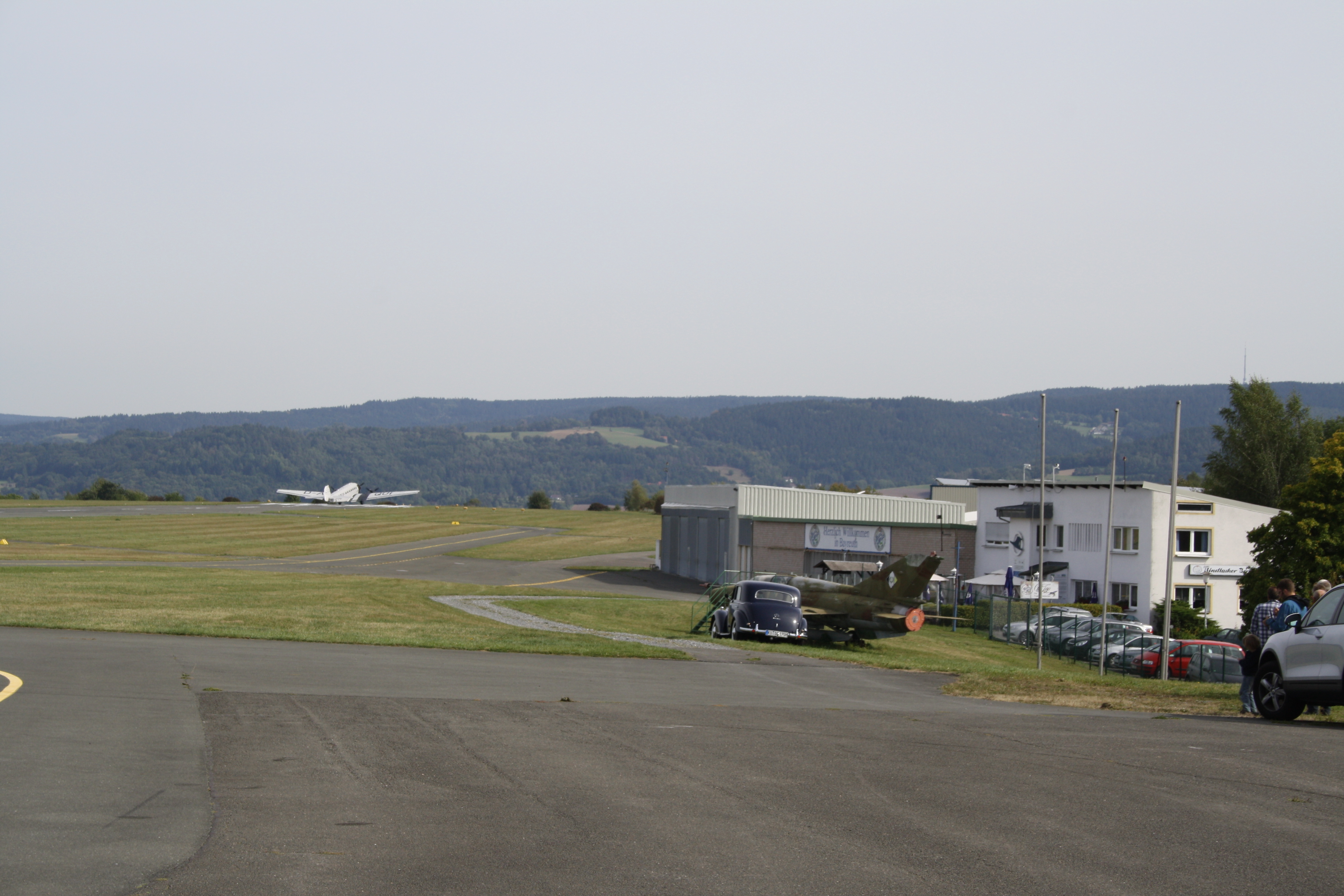
Blick nach Norden mit Gebäuden der Luftsportgemeinschaft

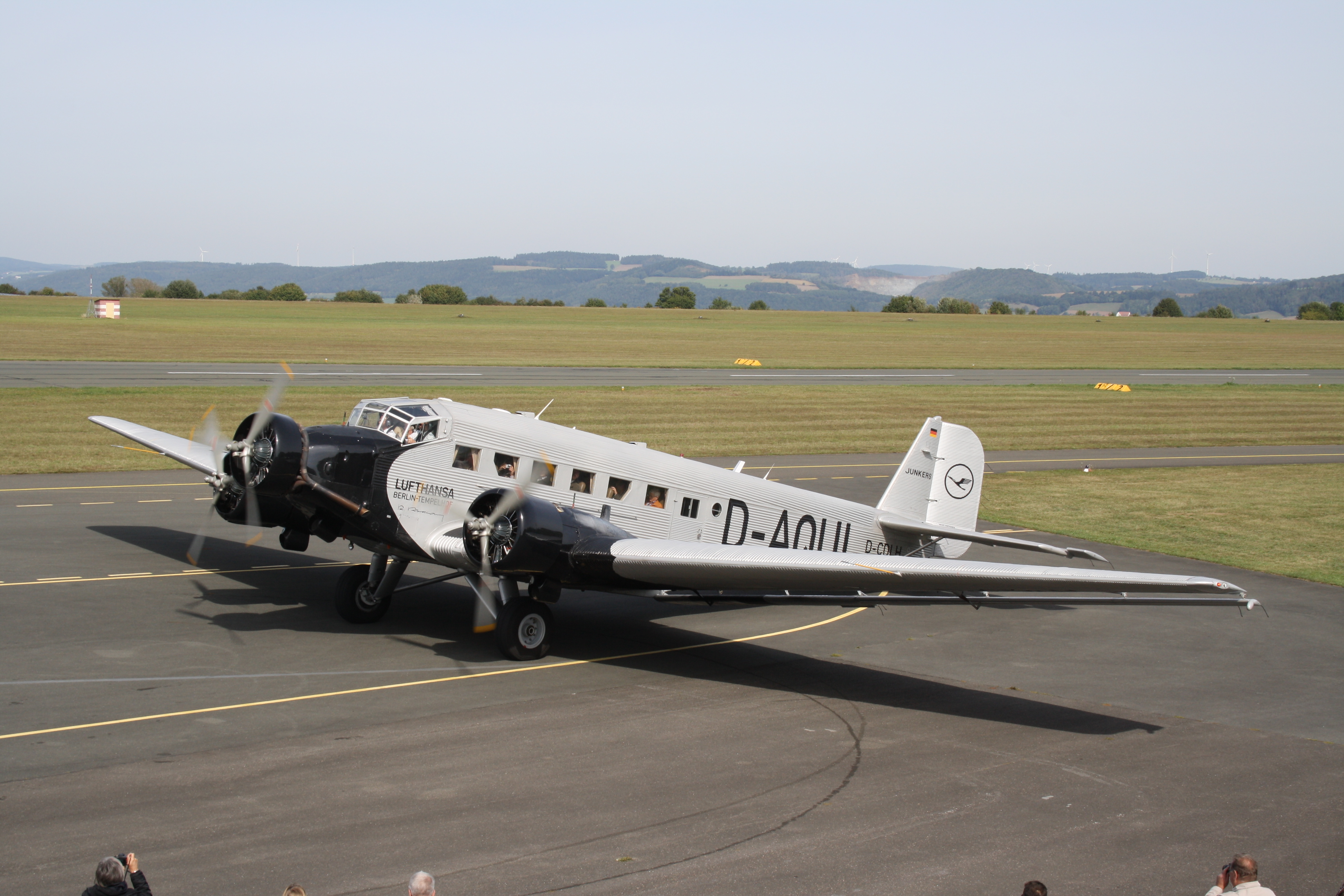
Junkers Ju 52/3m D-AQUI der Lufthansa auf dem Bayreuther Flugplatz

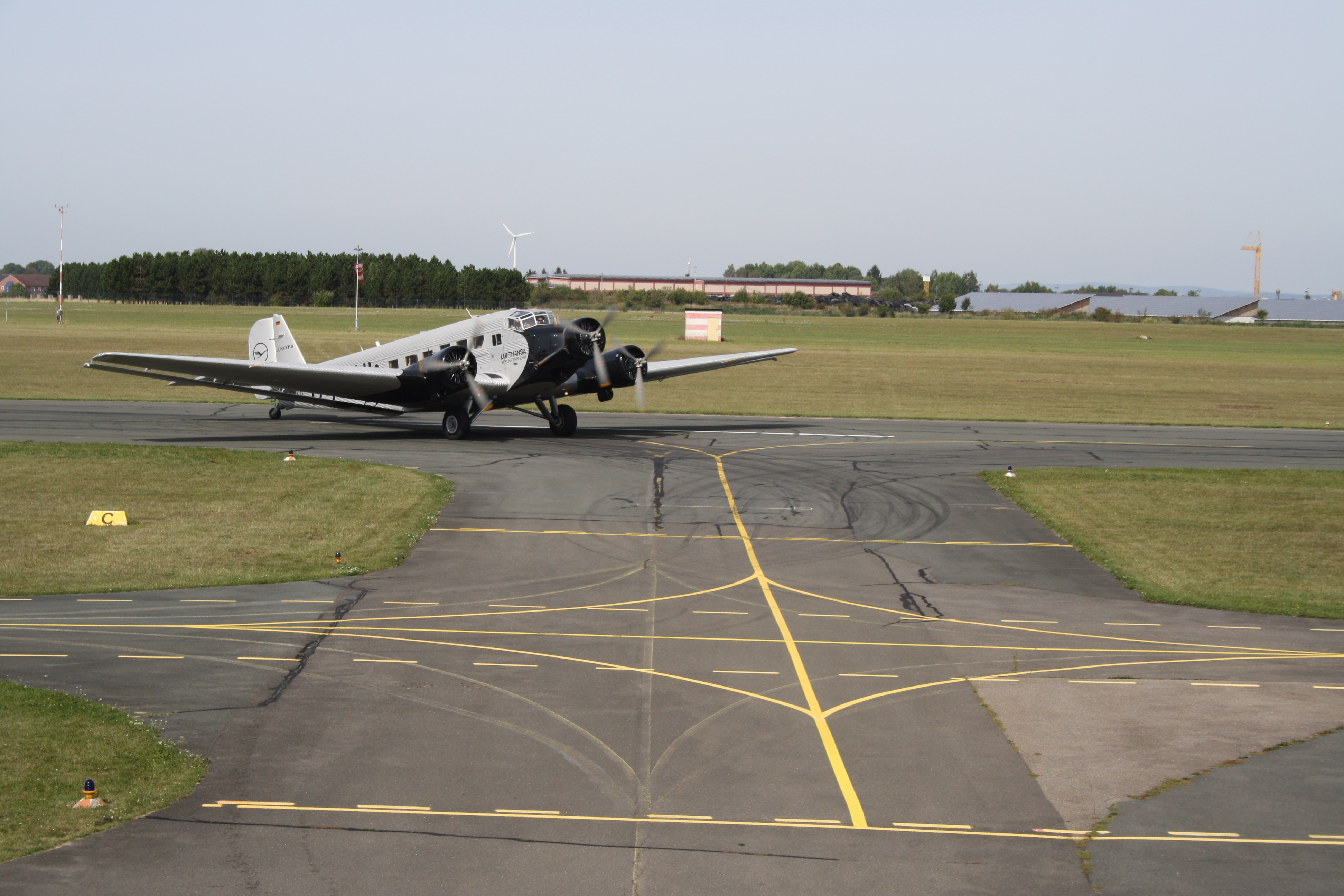
Rollfeld mit historischer Ju 52, im Hintergrund das Gelände der ehemaligen Kaserne Christensen Barracks

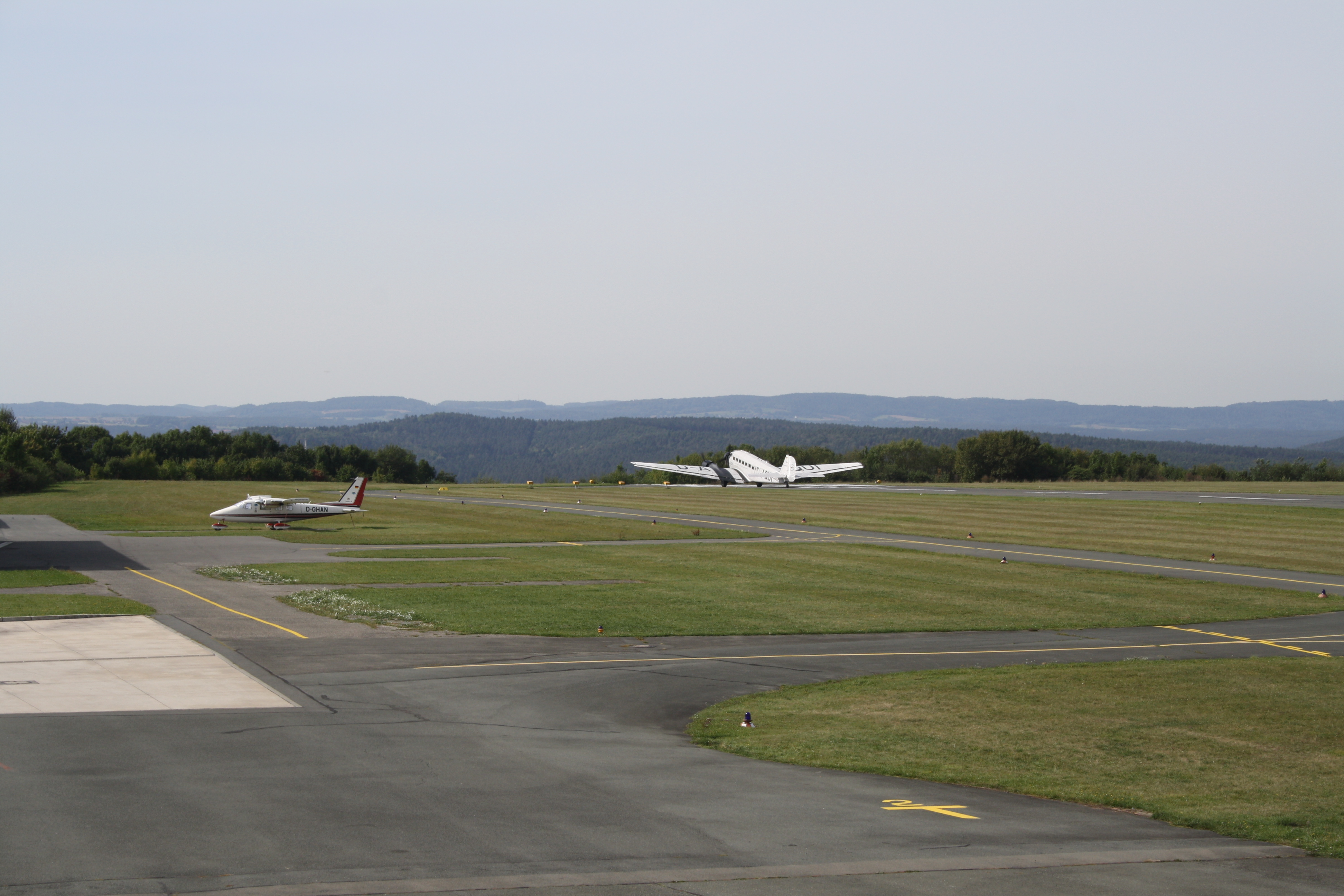
Blick nach Südwesten zum Ende der Startbahn am Rand des Plateaus

Die Stadt Bayreuth übernahm 1973 die Halterschaft des Flugplatzes, die Genehmigung zum Betrieb als Verkehrslandeplatz wurde am 1. April 1974 vom Luftamt Nordbayern erteilt. Die Stadt Bayreuth erwarb 1986 das Eigentum an den zuvor gepachteten Flächen von der Bundesrepublik Deutschland und erweiterte im Jahr 1996 das Gelände durch Zukauf auf insgesamt 55,511 Hektar. Damit konnten im Norden des Platzes neue Segelflugbahnen errichtet und die Grundvoraussetzungen für einen optimierten Segelflugbetrieb geschaffen werden.
Mittels hoher Zuschüsse durch den Freistaat Bayern investierte die Stadt Bayreuth in die technische Ausstattung für das Instrumentenan- und -abflugverfahren, den Ausbau der Start- und Landebahn, den Bau eines neuen Terminals mit Aussichtsterrasse und in moderne Geräte- und Maschinentechnik. Dadurch ist es möglich, auch bei Schlechtwetterbedingungen und im Winter zuverlässig Geschäftsreiseverkehr bis zehn Tonnen (PPR) Gesamtfluggewicht abzuwickeln.
Im Jahre 2023 wurde eine AWOS_Auto-Klasse 4 Wetterstation (mit ATIS) der Firma Vaisala installiert, um den gesetzlichen Forderungen zur Aufrechterhaltung des Instrumentenflugverkehrs nachzukommen.
In Bayreuth fanden 1975, 1982, 1990 und 2023 Deutsche Segelflug-Meisterschaften, 1999 die Weltmeisterschaften im Segelfliegen und seit 2004 bis 2018 im zweijährigen Rhythmus Bayerischen Segelflug-Meisterschaften als Qualifikationswettbewerbe statt. Für die Luftsportgemeinschaft Bayreuth ist der Flugplatz Heimatbasis und Ausgangspunkt für die Flüge in der Segelflug-Bundesliga, die die Luftsportgemeinschaft Bayreuth drei Mal, 2002, 2015 und 2018 gewinnen konnte. In 2015 und 2018 wurde die LSG auch Weltmeister in der World-League. Dies führte 2018 zur Wahl der Sportmannschaft des Jahres der Stadt Bayreuth und 2021 sogar zur Ernennung der Mannschaft des Jahrzehnts. Alexander Müller gelangen von Bayreuth aus mehrfach Segelflüge über 1.200 Kilometer und als bisher größten Flug am 5. Juli 2022 eine Strecke von 1.422 Kilometer in 12:18 Stunden Flugzeit, was den Rekord für einen Segelflug innerhalb deutscher Grenzen bedeutet.

#### Ehemaliger Linienverkehr
In den 1960er Jahren bot die Kölner Firma Air Lloyd während der Bayreuther Festspiele einen Linienverkehr von und nach Frankfurt am Main an. Die Maschine des Typs Dornier Do 28 verkehrte im „Bedarfsluftverkehr nach festem Fahrplan“. Das Unternehmen war stark defizitär; im letzten Betriebsjahr 1965 nutzten lediglich sechs Fluggäste bei einem Preis von 75 DM pro Flug das Angebot.
Am 29. März 1973 gab das Hauptquartier der US-Streitkräfte in Heidelberg seine Zustimmung zur Nutzung der Landebahn der Luftsportgemeinschaft auf dem US-Übungsgelände durch den Bayerischen Flugdienst. Ab April jenes Jahres gab es daraufhin Linienverkehr mit einer De Havilland Canada Twin-Otter DHC-6 von Hof über Bayreuth nach Frankfurt am Main. Die Fluglinie, die aus öffentlichen Mitteln einen Zuschuss von 420.000 DM erforderte, beförderte in der ersten Woche täglich acht Passagiere. Kurzzeitig wurde auch Düsseldorf mit einer Beechcraft 99 angeflogen. Ab dem 7. Januar 1986 flog der Nürnberger Flugdienst (NFD), seit 1993 Eurowings Luftverkehrs AG, mit Maschinen der Typen Dornier Do 228 und – von 1992 bis 1998 – ATR 42 und ATR 72. Für die neuen Flugzeuge musste der Sicherheitsstreifen nördlich des Landeplatzes ausgebaut werden, die Gesamtbaukosten betrugen 1,9 Millionen DM. Danach übernahm die Augsburg Airways mit Turbopropmaschinen des Typs De Havilland DHC-8 diese Verbindung, die bis Oktober 2001 bestand. Am 1. Oktober 2001 startete der letzte Linienflug in Richtung Frankfurt.
Der Verkehrslandeplatz Bayreuth ist jedoch weiterhin ein gerne besuchter und benutzter Flugplatz für die Geschäftsfliegerei und die sonstige allgemeine Luftfahrt geblieben.

#### Rettungshubschrauber
Im Jahr 2024 wurde entschieden, dass der Bayreuther Rettungshubschrauber der ADAC Luftrettung dauerhaft am Verkehrslandeplatz Bayreuth stationiert werden soll. Der Bauplan sieht den Bau einer Luftrettungsstation, bestehend aus einem Doppelhangar und einem angegliederten, zweigeschossigen Dienstgebäude, sowie zugehörigen Verkehrsanlagen vor. Damit die für den Flugbetrieb notwendige Hindernisfreiheit für die Start- und Landebahn gewährleistet ist, musste die Stadt Bayreuth ein Grundstück in der angrenzenden Gemarkung Dressendorf erwerben.

## Zwischenfälle
- Im Mai 1995 setzte eine aus Antwerpen kommende zweimotorige Cessna 441 Turbo der Firma Continental-Air-Traffic zu spät auf. Sie rollte über das Landebahnende aus, verfehlte knapp einen Gittermast der Landebahnbefeuerung und stürzte über die Kante des insgesamt 800 m langen Steilhangs an der Südwestseite des Bindlacher Bergs. Die Insassen überstanden den Unfall und konnten das Flugzeug über die Hecktüre verlassen. Ein Großteil der 1500 l Kerosin des beschädigten Tanks floss in den Boden.[29]

- Am 7. August 1998, einen Tag vor der Segelflug-Vorweltmeisterschaft Bavaria Glide, kollidierten die Flugzeuge des zweifachen Weltmeisters Göran Ax (Schweden) und des 32-jährigen Slowenen Jani Skedelj in der Luft. Skedeljs Flugzeug zerschellte aus ca. 700 Meter Höhe auf einer Wiese zwischen den nahen Orten Benk und Nenntmannsreuth, der Pilot kam ums Leben.[30]

- Am 18. Mai 2007 missglückte nach einem Triebwerksausfall die Notlandung einer aus Hof kommenden einmotorigen Diamond DA 40. Die Maschine setzte zu spät auf, schoss über das Ende der Landebahn hinaus, überquerte eine Straße und krachte in eine Böschung. Der Pilot und sein Passagier überlebten den Unfall schwerverletzt.[31]

- Im August 2016 erregte die Notlandung eines Kipprotor-Wandelflugzeugs der Bauart Bell-Boeing CV-22 Osprey der United States Air Force Aufsehen, dem zur Übernahme von dessen Fracht und zur Anlieferung von Ersatzteilen zwei Maschinen desselben Typs folgten.[32] Die etwa 18 t schweren Flugzeuge landeten auf dem Verkehrslandeplatz Bayreuth, obwohl dieser nur für Maschinen von maximal 5,7 t Gewicht zugelassen ist (10 t PPR).

- Am 30. Mai 2023 kam anlässlich der Deutschen Segelflugmeisterschaften am Flugplatz Bayreuth das Segelflugzeug D-KWIR, eine Schleicher ASH 31 Mi, beim Landeanflug zu kurz auf und stürzte noch vor dem Erreichen der Landebahn ab. Der 67-jährige Pilot wurde mittelschwer verletzt und in ein Krankenhaus geflogen.[33][34]

- Am 4. August 2023 verunfallte ein Segelflugzeug beim Landeanflug auf EDQD, indem es die Landebahn verfehlte und bei einer versuchten Außenlandung in einer Wiese zerschellte. Die 51-jährige Pilotin wurde schwer verletzt und mit Christoph 20 in ein Krankenhaus geflogen.[35][36]

## Sonstiges
Der Konstrukteur des Flugzeugs Ju 52 („Tante Ju“), Ernst Zindel, stammte aus dem unweit gelegenen Mistelbach. Darauf wurde bei den gelegentlich stattgefundenen Rundflügen mit der D-AQUI der Deutsche Lufthansa Berlin-Stiftung aus dem Jahr 1936 hingewiesen und ggf. eine Ehrenrunde über dem Ort gedreht.
Am 7. Mai 1983 startete vom Flugplatz Bayreuth ein Hubschrauber des Typs Alouette in Richtung Tschechoslowakei. Er überflog den Eisernen Vorhang und landete auf einer Wiese bei Asch, wo er ein aus der DDR stammendes junges Paar aufnahm und in den Westen brachte. Der Pilot verlor wegen Eindringens in die Flugüberwachungszone später seinen Flugschein.
Auf dem Verkehrslandeplatz Bayreuth befand sich ein Drehfunkfeuer des Typs VOR mit der Kennung BAY und der Frequenz 110,60 MHz. Im Jahr 2022 wurde diese Anlage der DFS stillgelegt und später komplett abgebaut.